# Break Stuff
«Break Stuff» (en español: «Destrozar») es una canción de la banda de rap metal Limp Bizkit. «Break Stuff» es el cuarto y último sencillo de su álbum de estudio Significant Other. Fue lanzado junto con «N 2 Gether Now». Esta canción al parecer fue la causa de las acciones violentas en el malogrado festival de Woodstock 1999. El video musical fue comentado en Video On Trial con Pauly Shore, quien aparece en el video.

## Video musical
El vídeo musical muestra a Limp Bizkit interpretando la canción en una sala grande, con un campo de skate y rampas. En algunas escenas, se ve a los miembros del grupo sin tocar los instrumentos, y en otras se les ve tocando otros instrumentos. Se incluyen cameos de Snoop Dogg, Jonathan Davis de Korn, Amrish Puri, Dr. Dre, Eminem y su hija Hailie Jade, Seth Green, Flea, Lily Aldridge y varios otros.

## Premios
El video de la canción ganó el premio The Best Rock Video en los MTV Video Music Award del 2000. Esto fue desconcertante para el bajista de Rage Against The Machine, Tim Commerford, que después de enterarse de que su vídeo «Sleep Now In The Fire» no ganó, subió en la parte superior del escenario, cerca de su desmantelamiento.

## Versiones
Richard Cheese and Lounge Against the Machine hizo una versión lounge en su álbum del 2000 Lounge Against the Machine.
El luchador Tito Ortiz utilizó la canción como tema de entrada para la UFC 32, UFC 33, UFC 40 y UFC 51.

## Lista de canciones
1. «Break Stuff» (versión del álbum)
2. «Crushed»
3. «Faith»
4. «Counterfeit» (Lethal Dose Remix)
5. «Faith» (video musical)
6. «Nookie» (video musical)
7. «Re-arranged» (video musical)
8. «N 2 Gether Now» (video musical)